# Oña (kanton)
Oña – kanton w Ekwadorze, w prowincji Azuay. Stolicą kantonu jest Oña.